# Salomon de Bray
Salomon de Bray, född 1597 i Amsterdam, död 11 maj 1664 i Haarlem, var en holländsk konstnär.
Bray var verksam i Haarlem, där han uppfostrades i akademisk anda, med intryck från italienska barockmästare och från Rubens. Han utförde stora figurscener och genreporträtt; mest känd är den för det oraniska lustslottet Huis ten Bosch utanför Haag målade Joyeuse entrée. På Boo gård finns den 1655 signerade målningen Josef mottager sin fader och sina bröder. de Bray var även verksam som arkitekt. I sin Architectura moderna (1630) publicerade han planer över Hendrick de Keysers byggnadsverk.
Av Salomon de Brays söner blev fyra konstnärer. Bland dessa märks främst Jan de Bray och Dirck de Bray.